# 伊丹松雄
伊丹 松雄（いたみ まつお、1875年（明治8年）9月22日 - 1958年（昭和33年）6月23日）は、日本陸軍の軍人。最終階級は陸軍中将。

## 経歴
岡山県岡山市桶屋町出身。鹿児島県士族の伊丹親恒の長男として生れる。岡山中学校（現岡山県立岡山朝日高等学校）を経て、1896年（明治29年）5月、陸軍士官学校（7期）を卒業、翌年1月歩兵少尉に任官し、歩兵第20連隊付となる。1902年（明治35年）11月、陸軍大学校（16期）を卒業。1903年（明治36年）6月、歩兵大尉に昇進し歩兵第20連隊中隊長に就任。参謀本部出仕、参謀本部員を経て、1904年（明治37年）4月、第10師団参謀に発令され日露戦争に出征した。
1906年（明治39年）6月から1909年（明治42年）3月まで参謀本部付としてブラジルに派遣された。1907年（明治40年）11月、歩兵少佐に進み、参謀本部員、兼大山元帥副官、アメリカ差遣、陸大教官を歴任。1912年（明治45年）6月、歩兵中佐に進み、南米出張、アメリカ大使館付武官を務め、1916年（大正5年）1月、歩兵大佐に昇進。同年8月、歩兵第29連隊長に転じ、第4師団参謀長、参謀本部課長、参謀本部付を歴任し、1919年（大正8年）7月、陸軍少将に進級しイギリス大使館付武官に発令された。
1922年（大正11年）2月、参謀本部第2部長に就任。1924年（大正13年）8月、陸軍中将となる。1925年（大正14年）5月、第9師団長に親補され、1927年（昭和2年）7月に待命となり、同年9月、予備役に編入された。その後、1933年の明倫会結成時の理事を務めた。

## 親族
- 妻　：伊丹小夜（外交官・内田定槌の娘）[1]
- 長女：市来智子 市来吉至（台湾総督府官僚、陸軍司政長官）の妻[6]

## 栄典
- 1940年（昭和15年）8月15日 - 紀元二千六百年祝典記念章[7]